# Regla de los 3 pasos de Berna
La regla o prueba de los 3 pasos de Berna es una cláusula que se incluye en varios tratados internacionales de propiedad intelectual. Se impone a los firmantes de los tratados posibles restricciones (limitaciones y excepciones) al derecho exclusivo de ámbito nacional en virtud de las leyes de derecho de autor. 

## Historia
La prueba de los 3 pasos de Berna aplicó por primera vez en el derecho exclusivo de reproducción del artículo 9 (2) del Convenio de Berna para la Protección de las Obras Literarias y Artísticas de 1967, el cual estableceː

Se reserva a las legislaciones de los países de la Unión la facultad de permitir la reproducción de dichas obras en determinados casos especiales, con tal que esa reproducción no atente a la explotación normal de la obra ni cause un perjuicio injustificado a los intereses legítimos del autor.
Convenio de Berna, artículo 9 (2).

Desde entonces, se ha trasplantado y extendido al Acuerdo ADPIC, el Tratado internacional de la organización mundial de propiedad intelectual de derechos de autor, la Directiva de la Unión Europea sobre derecho de autor y Tratado internacional de la organización mundial de propiedad intelectual de interpretación y fonogramas.

## Regulación
La regla está incluida en el artículo 13 del TRIPs (Acuerdo ADPIC). Se lee:

Los miembros circunscribirán las limitaciones y excepciones al derecho exclusivo a determinados casos especiales, que no atenten a la explotación normal de la obra y no perjudiquen injustificadamente los intereses legítimos del titular de los derechos

El razonamiento técnico jurídico que se ha aplicado para sugerir cómo debe interpretarse esta redacción es arcano. Hasta la fecha, un solo caso (antes del Órgano de solución de disputas de la Organización Mundial de Comercio (OMC), con la participación de las exenciones de los Estados Unidos a los derechos de autor que permite a restaurantes, bares y tiendas reproducir programas de radio y televisión sin tener que pagar licencias u honorarios aprobada en 1998 como un piloto a la Sonny Bono Copyright Term Extension Act) ha hecho necesaria una interpretación de la prueba.
La prueba de tres etapas puede llegar a ser muy importante si ninguna de las naciones intentan reducir el alcance del derecho de autor, porque a menos que la OMC decida que sus modificaciones cumplen con el test, tales estados son propensos a recibir sanciones comerciales. Las excepciones a la protección de los derechos de autor deben ser claramente definidas y de alcance limitado. Por ejemplo, la prueba del criterio triple se ha invocado como justificación para denegar ciertas excepciones al derecho de autor deseado por los miembros del parlamento francés durante el examen del polémico proyecto de ley DADVSI de derechos de autor.
El artículo 30 del acuerdo sobre los ADPIC, que cubre las limitaciones y excepciones a la ley de patentes, también se deriva de la prueba de tres pasos.
La prueba de "tres pasos" también se puede encontrar en el artículo 10 del Tratado internacional de la organización mundial de propiedad intelectual de derechos de autor, Article 6(3) of Directiva del consejo de Europa 91/250/EEC de 14 de mayo de 1991, sobre la protección jurídica de programas de ordenador, el artículo 6 (3) de la Directiva 96/9/CE del Parlamento Europeo y del Consejo, de 11 de marzo de 1996 sobre la protección jurídica de las bases de datos y el artículo 5 (5) de la Directiva 2001/29/CE del Parlamento Europeo y del Consejo, de 22 de mayo de 2001, relativa a la armonización de determinados aspectos de los derechos de autor y derechos afines en la sociedad de la información.